# Світить, та не гріє
«Світить, та не гріє» - п'єса на п'ять дій російського письменника Олександра Островського. Написана в 1880 року.
Основу п'єси склала перероблена Островським п'єса М. Я. Соловйова «Розбите щастя». П'єса «Світить, та не гріє» була надрукована в щотижневому ілюстрованому журналі «Огонёк» (1881, № 6, 7, 8, 9, 10) за підписом обох авторів.
Вперше пославлена 6 листопада 1880 року в Москві, в Малому театрі, в бенефіс М.П. Садовського, що виконував роль Рабачєва.

## Дійові особи
- Анна Володимирівна Рєнєва - землевласниця, дівчина під 30 років.
- Семен Семенович Залешін - її сусід, середніх років.
- Явдоха Василівна - його дружина.
- Денис Іванович Дерюгін - заможний селянин.
- Даша - покоївка Реневье.
- Ілліч - старий, дворовий чоловік з кріпаків Реневье.
- Степанида - його дружина, стара.
- Борис Борисович Рабачєв - молода людина, небагатий землевласник, найближчий сусід Реневье.
- Оля Василькова - молоденька дівчина, дочка колишнього керуючого маєтком Рєнєвої.